# ماريو رينيه دياز ليفا
ماريو رينيه دياز ليفا هو مصور ورسام كوبي، ولد في 13 أبريل 1951.